# Stjepan Tomas
Stjepan Tomas (* 6. März 1976 in Bugojno, SFR Jugoslawien, heute Bosnien und Herzegowina) ist ein ehemaliger kroatischer Fußballspieler und aktueller -trainer.

## Karriere

### Verein

#### Karriere in Kroatien
Tomas’ Karriere begann in seiner Geburtsstadt Bugojno, wo er beim Verein NK Iskra Bugojno spielte. In der Saison 1994/95 war er bei NK Istra Pula engagiert. Nach seinem ersten Jahr bei Istra Pula wechselte er zu Dinamo Zagreb, wo Stjepan Tomas fünf Jahre lang spielte. Mit Dinamo gewann er fünf Meisterschaften und feierte drei Pokalsiege.

#### Abenteuer in Italien
Zur Saison 2000/01 wechselte Tomas zum Serie-A-Aufsteiger Vicenza Calcio. Die Italiener zahlten an Dinamo Zagreb umgerechnet drei Millionen Euro Ablöse für den gelernten Innenverteidiger. Bereits im ersten Jahr stieg der Club in die Serie B ab. Nach einem Jahr in der zweithöchsten italienischen Spielklasse wechselte er zur Saison 2002/03 zum Erstliga-Aufsteiger Como Calcio und stieg erneut nach einem Jahr Serie A in die Zweitklassigkeit ab.

#### Karriere in der Türkei
Im Juli 2003 wechselte Tomas für eine Million Euro zum türkischen Klub Fenerbahçe Istanbul, mit dem er türkischer Meister wurde. In der Folgesaison ging er ablösefrei zu Galatasaray Istanbul, einem der Stadtrivalen von Fenerbahçe. Bei Galatasaray kam er zu 95 Einsätzen, davon 50 in der türkischen Süper Lig. Im Februar 2010 wechselte Tomas aus Russland zurück in die Türkei zu Gaziantepspor und ein Jahr später zum Süper-Lig-Aufsteiger Bucaspor.

#### Karriere in Russland
Im August 2007 wechselte Tomas von Galatasaray Istanbul für 700.000 Euro zum russischen Verein Rubin Kasan, wo bereits sein früherer Mannschaftskamerad Hasan Kabze unterschrieben hatte. Mit Rubin Kazan wurde er 2008 und 2009 russischer Meister.

### Nationalmannschaft
Für die kroatische Nationalmannschaft bestritt Stjepan Tomas 49 Spiele und erzielte dabei ein Tor. Mit Kroatien nahm er an der Fußball-Weltmeisterschaft 2002 in Japan und Südkorea sowie an der WM 2006 in Deutschland teil.

## Erfolge
Stjepan Tomas wurde in seinen fünf Jahren bei Dinamo Zagreb fünf Mal kroatischer Fußballmeister (1996 bis 2000) und gewann drei Mal den kroatischen Pokal (1996 bis 1998). Mit Fenerbahçe Istanbul gewann er 2004 die türkische Meisterschaft. Im Jahr 2006 gewann er auch mit Galatasaray Istanbul die türkische SüperLig und 2005 den türkischen Pokal. In seinen drei Jahren beim russischen Verein Rubin Kazan gewann er 2008 und 2009 die Premjer-Liga.